# Bahnhof Reichshoffen-Ville

Der Bahnhof Reichshoffen-Ville (deutsch Reichshofen Stadt) ist ein Bahnhof an der französischen Bahnstrecke Haguenau–Falck-Hargarten in Reichshoffen im Département Bas-Rhin, Region Grand Est. Den Zusatz Ville führt er zur Unterscheidung von dem inzwischen aufgelassenen Haltepunkt Reichshoffen-Usines.

## Lage
Der Bahnhof liegt im Westen des historischen Ortskerns, mit dem er durch die Rue du Général Koenig verbunden ist.

## Geschichte
Die Station wurde durch die Compagnie des chemins de fer de l’Est errichtet und am 19. Dezember 1864 mit der Verkehrsaufnahme auf dem Streckenabschnitt Niederbronn–Haguenau in Betrieb genommen. Am Rand der Schlacht bei Wörth wurden Ort und Bahnhof am 6. August 1870 durch deutsche Truppen besetzt. Der bayerische General von Schleich war durch den kommandierenden General des II. Bayerischen Armeekorps mit der Einnahme des Bahnhofs betraut worden, fand ihn aber schon von anderen deutschen Einheiten besetzt vor. Auf dem Bahnhof fielen den deutschen Truppen die gesamte Intendantur des französischen Generals und Kommandeurs des I. französischen Armeekorps Patrice de Mac-Mahon sowie zwei Lokomotiven, 100 mit Proviant beladene Wagen und ein Geschütz in die Hände.
Nach der französischen Niederlage im Deutsch-Französischen Krieg wurde der Bahnhof der Kaiserlichen Generaldirektion der Eisenbahnen in Elsass-Lothringen unterstellt. 1875 verkehrten vier Zugpaare täglich zwischen Hagenau und Forbach. 1914 hielten in Reichshofen Stadt zehn Zugpaare auf der Strecke von Hagenau über Saargemünd nach Beningen.
Nach dem Ersten Weltkrieg kehrte der Bahnhof unter französische Verwaltung zurück und wurde der staatlichen Administration des chemins de fer d’Alsace et de Lorraine unterstellt, die 1938 der französischen Staatsbahn SNCF eingegliedert wurde.

## Betrieb
Betrieblich ist Reichshoffen-Ville heute ein unbesetzter Halt mit zwei Außenbahnsteigen. Im Personenverkehr wird er durch Triebwagen des TER Grand Est, einer Tochtergesellschaft der SNCF, bedient. Die Züge verkehren nur noch zwischen Haguenau (teilweise durchgebunden bis zum Bahnhof Strasbourg-Ville) und Niederbronn-les-Bains. Zusätzlich wird die Station durch Busse des TER Grand Est (Linie von Haguenau nach Bitche) angefahren.

## Empfangsgebäude
Das Empfangsgebäude an der Rue de Gumbrechtshoffen besteht aus einem verputzten zweigeschossigen, dreijochigen Mittelbau unter Walmdach mit Eckquaderung und Tür- und Fenstergewänden aus Sandstein. An den Seiten befinden sich zwei asymmetrische ein- bis zweigeschossige Anbauten. Für den Besucherverkehr wird das Gebäude nicht mehr genutzt.

## Galerie

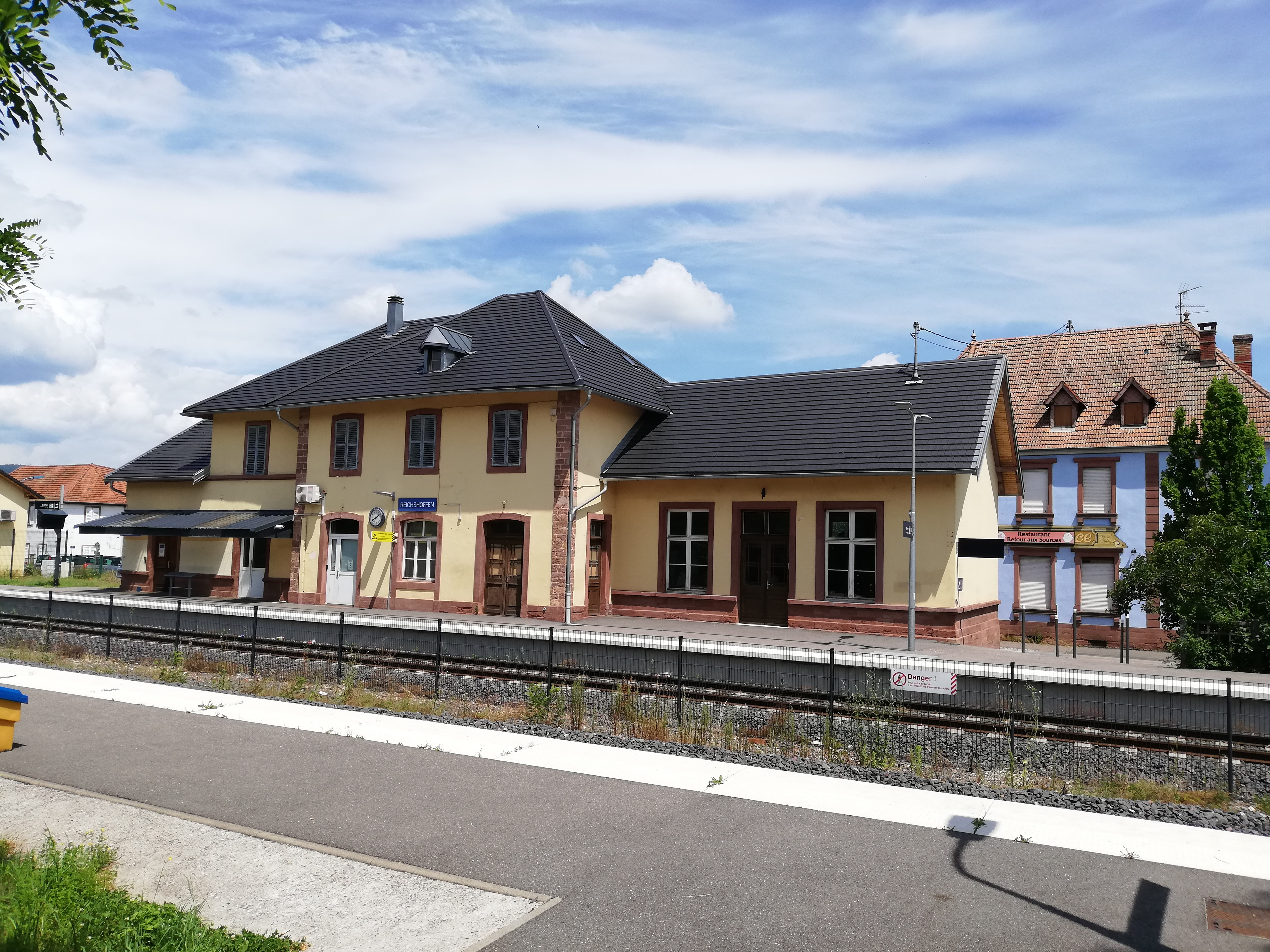
Empfangsgebäude, Gleisseite
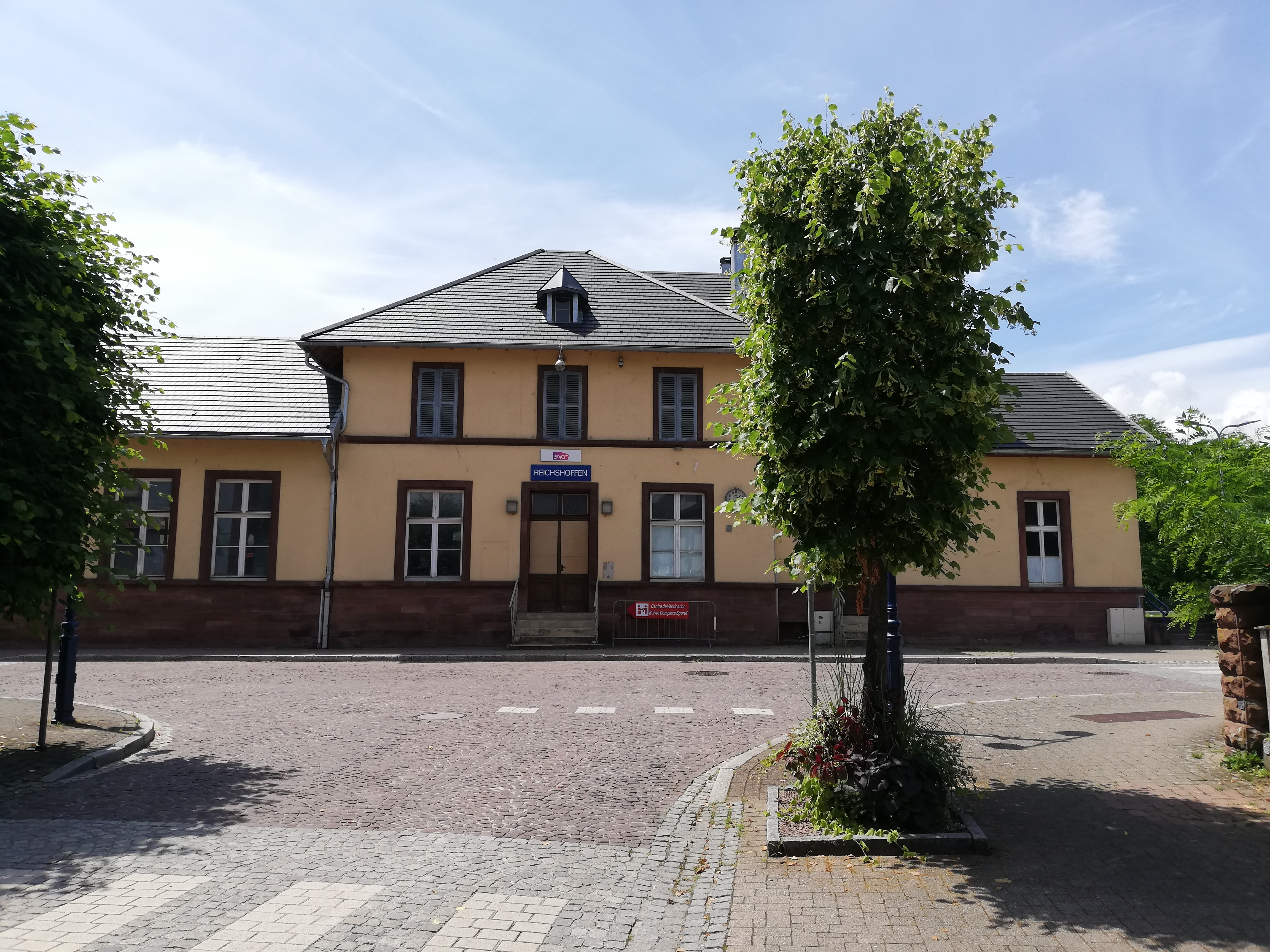
Empfangsgebäude, Stadtseite, Blick aus der Rue du Général Koenig
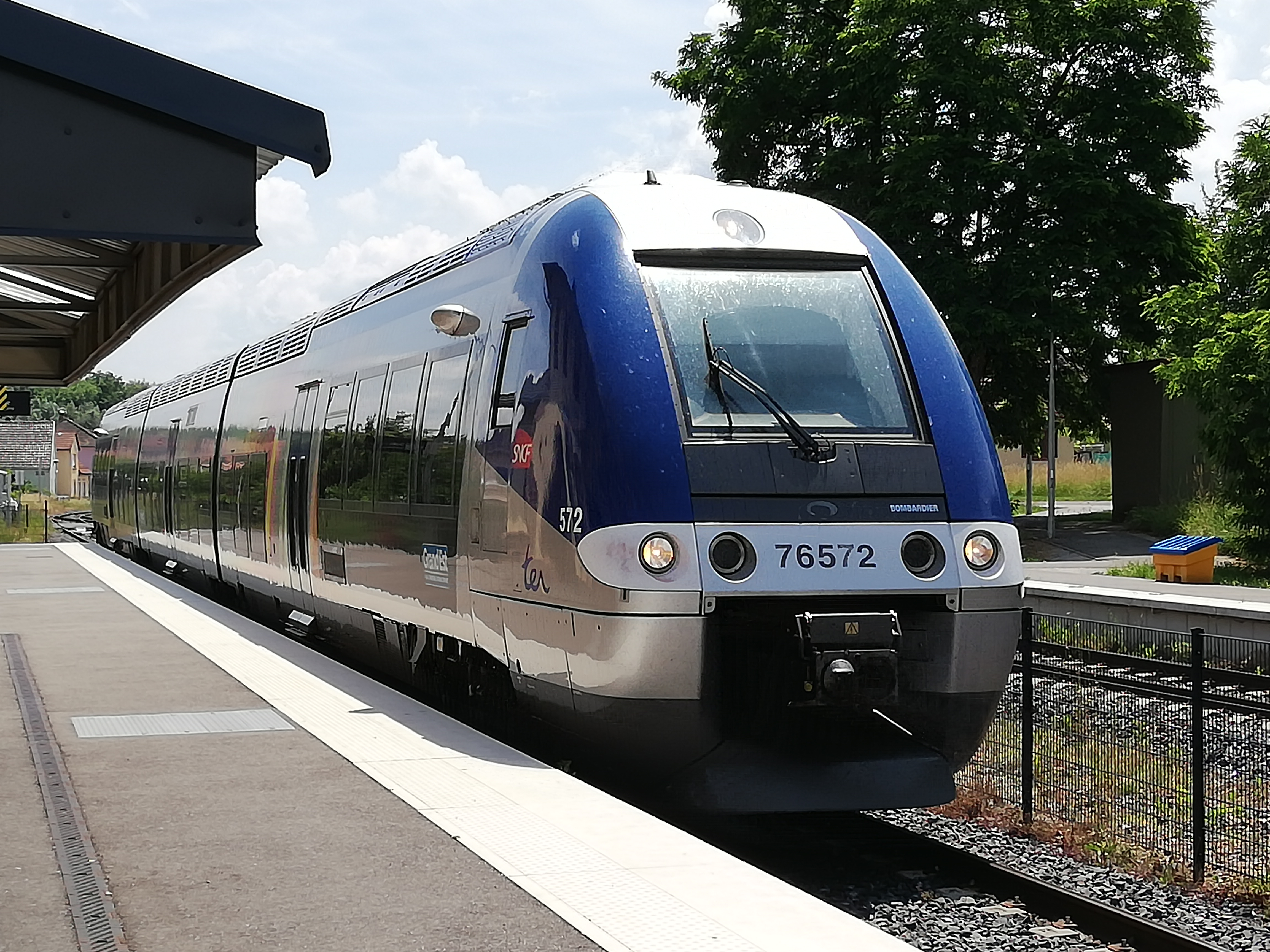
Triebwagen des TER Grand Est mit Ziel Niederbronn-les-Bains